# 普萊森特維爾 (新澤西州)
普萊森特維爾（英語：Pleasantville）是一個位於美國新澤西州大西洋縣的城市。

## 人口
根據2020年美國人口普查的數據，普萊森特維爾的面積為18.86平方千米，當中陸地面積為14.82平方千米，而水域面積為4.04平方千米。當地共有人口20629人，而人口密度為每平方千米1,094人。